# Brevipalpus xystus
Brevipalpus xystus är en spindeldjursart som beskrevs av Pritchard och Baker 1958. Brevipalpus xystus ingår i släktet Brevipalpus och familjen Tenuipalpidae. Inga underarter finns listade.